# Mine de La Caridad
 (mars 2025).
Si vous disposez d'ouvrages ou d'articles de référence ou si vous connaissez des sites web de qualité traitant du thème abordé ici, merci de compléter l'article en donnant les références utiles à sa vérifiabilité et en les liant à la section « Notes et références ».
La mine de La Caridad est une mine à ciel ouvert de cuivre située au Mexique. 
Elle est située au nord-est de Nacozari. La mine a commencé sa production en 1979. Elle renferme aussi de l'or, de l'argent et du molybdène ; ue usine de molybdène y a d'ailleurs été ouverte en 1982. Elle appartient à Grupo México.